# Trachypithecus delacouri
Langur de Delacour
Espèce
Statut de conservation UICN

 CR A2cd;C2a(i) : 
En danger critique
Statut CITES
Le Langur de Delacour (Trachypithecus delacouri) est un singe asiatique de la
famille des Cercopithecidae. Cette espèce de primate est en danger critique d'extinction.

## Description
Ce singe mesure, corps et tête, de 55 à 83 cm. Sa queue est longue de 85 cm. Sa masse varie entre 6 et 10 kg.

## Répartition

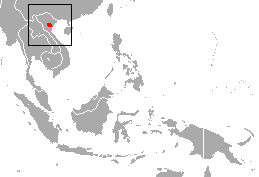
Répartition (en rouge) de Trachypithecus delacouri en Asie du Sud Est

C'est une espèce que l'on ne rencontre plus uniquement qu'en petits groupes, au nord du Viet Nam.
Un groupe d'une quarantaine d'individus, comportant de nombreux jeunes, a été observé récemment.
La réserve naturelle de Vân Long est le site qui abrite le plus de langurs de Delacour : après 18 années de protection de l'environnement, les effectifs de ce langur sont passés de 40 individus à près de 180 individus.

## Menaces et conservation
Le langur de Delacour a été inclus de 2000 à 2014 dans la liste des 25 espèces de primates les plus menacées au monde.
L'Union internationale pour la conservation de la nature confirme que l'espèce est en catégorie CR (en danger critique) dans la liste rouge des espèces menacées depuis 1996. Les populations se sont effondrées de 80 % en 36 ans. Il n'y aurait aujourd'hui que 250 individus matures. Son déclin est surtout dû à sa chasse et à la fragmentation de son habitat.